# 才旺扎西
才旺扎西（1964年—），藏族，中华人民共和国政治人物、第十一届全国政协委员。
加入中国共产党，担任西藏自治区工商联副主席、西藏珠穆朗玛集团董事长。2008年，当选第十一届全国政协委员，代表中华全国工商业联合会，分入第二十一组。